# Hey (I’ve Been Feeling Kind of Lonely)
Hey (I've Been Feeling Kind of Lonely) – czwarty singel szwedzkiego piosenkarza Danny’ego z płyty Heart. Beats wydany 28 lipca 2008 roku tylko w Polsce. Utwór został wykonany pierwszy raz na żywo w trasie Hity Na Czasie w Łodzi.